# 傳頌之物 二人的白皇
《傳頌之物 二人的白皇》（又译作）是一款由日本AQUAPLUS公司于PS3、PS4、PSV平台上發行的ADV及战略角色扮演（sRPG）遊戲，是《傳頌之物 虛偽的假面》的續篇，同時也是《傳頌之物》系列的最終章。本作的开发公司AQUAPLUS社在2015年11月28日，于AQUAPLUS社二十周年紀念活動上首次發布传颂之物第三作《傳頌之物 二人的白皇》的消息。该作的日语版本于2016年9月21日开始发售。2018年，该作品的繁体中文版通过世嘉在PS4平台上发行。於2020年1月23日在Steam平台上架。2019年10月19日宣佈動畫化，並於2021年11月宣布定檔於2022年7月播映。

## 游戏模式
《传颂之物 二人的白皇》基本延续了《传颂之物 虚伪的假面》的游戏模式，剧情通过AVG的方式展开，而战斗则是随剧情进行而展开，战斗形式属战棋类的sRPG。玩家需要在战前分配己方可操控角色的出阵配置以及初始位置，根据剧情，一些角色可能是必须上场或上场位置固定的。达成剧情要求的游戏目标后，玩家取得胜利，角色获得经验和能用于提升属性的BP点数，剧情继续进行。除剧情战外，玩家可以在剧情战斗外游玩“红白演武”（可操作角色间的对战）提升己方角色的等级并获得能提高属性点的BP点数。该作亦有名为“宗近的试炼”的栏目，可以通过完成一系列挑战得知一些角色的操作技巧、获得一些奖励道具。在本篇剧情结束后，亦有难度高于本篇战斗的“梦幻演武”战可供玩家进行挑战。

## 主要剧情
本作主要剧情紧接上一作《传颂之物 虚伪的假面》展开。奥修特尔同武赖在最终决斗中同归于尽，并将一切托付给了前作主角哈克（白）。哈克经过考量，决定戴上奥修特尔的假面，开始假扮奥修特尔进行活动。他的活动得到了奥修特尔的妹妹猫音的帮助。最终，哈克一行人带皇女杏树回到了奥修特尔的故乡恩纳卡姆依。但皇女杏树却因为被下毒而无法开口说话。另一方面，前作的女主角久远回到了祖国图斯库尔。她的真实身份是图斯库尔的皇女。在身体恢复后，与父亲胧争执一番的久远决定妥协，率领图斯库尔之兵出征大和，但实际上却暗中为哈克所在的恩纳卡姆依提供援助。杏树因久远提供的药物，身体得到恢复。尊重她意愿的哈克等人决定帮助杏树复国。虽然最初一战取得胜利，但恩纳卡姆依终因盘踞帝都，拥立假皇女的雷光的计略而陷入困境。
在恩纳卡姆依陷入绝境时，久远隐藏真实身份，以图斯库尔皇女的身份访问恩纳卡姆依，并在贝纳威和克罗两人的默许下回到哈克一行人身边。与此同时，局势也获得突破，哈克一行人成功与露露缇耶所属的九重里国建立联系，并在一番风波后恢复交往。回到恩纳卡姆后，哈克等人又先后收复了伊兹鲁哈和纳克库两国，但纳克库通往帝都的大桥却在战斗中被毁，集合在杏树名下的联合军不得不走远路与盘踞帝都的雷公军进行决战。最终，夺回帝都的战斗以意想不到的方式结束，但在战争中，哈克因多次使用假面，灵魂的力量几乎耗尽，再使用假面将会因此而死。
大和重归和平后，哈克在一天晚上突然受到帝的妻子穗香的召唤，在帝都地下设施中见到了并未身亡，但只能生活在容器中的帝。哈克和久远亦受到帝的拜托，前往图斯库尔寻找主钥匙（Master Key）。经过图斯库尔方面介绍，两人来到图斯库尔地下神殿中，见到了被封印的哈克奥罗（第一作主角，同时也是大神解放者），以及留在此地守护、持有主钥匙的艾露露。在艾露露准备将主钥匙交给哈克和久远时，在前作中谋杀帝的主谋者沃西斯在此时出现，抢走了主钥匙。因为沃西斯天真的想法，意圖用天照消滅被帝封存、成為失去理性的前人類們，結果導致帝都被毁灭，大和险些因为天照机能停止而陷入永冬。哈克等人在图斯库尔方面的帮助下杀死了变成魔物的沃西斯，但哈克也因为使用假面耗尽了灵魂的力量而死亡。因哈克的死受到刺激的久远无法抑制住情绪，激活了大神解放者的血液，变成了解放者。众人想要救回久远，但却无能为力。此时，哈克通过哈克奥罗假面的力量复活，重返众人身边，与众人一同通过战斗击败了大神解放者，救回了久远。但在一切结束后，哈克又再度消失。
久远成为图斯库尔的女皇，与杏树的大和缔结和平条约，建立了长久的友谊。哈克则是继承了哈克奥罗的位置，成为了类似于神的存在，默默守护久远等人。哈克奥罗得偿所愿，成为了一个普通人类，与艾露露重逢。

## 登場人物
本节只对主要角色进行简要介绍，关于本作的重要设定与相对次要角色，请参见传颂之物系列角色列表。
奥修特尔（哈克）（Haku，聲：藤原啓治、利根健太朗（電視動畫））　另譯：白
假扮奥修特尔进行活动的哈克。前作《虚伪的假面》末尾，奥修特尔在与武赖的战斗中耗尽力量。奥修特尔在死去前请求哈克戴上他的假面以奥修特尔的身份继续活动，而哈克选择接受这一请托。本作中奥修特尔（哈克）从恩那卡姆依起兵，重新统一大和。大和重归和平后，哈克与久远一同前往图斯库尔寻找Master Key，并见到了被封印的哈克奥罗，但Master Key却被幕后主谋沃西斯抢走，导致后来一系列风波的产生。在与沃西斯的最终决战中将之击败后，哈克因过度使用假面的力量而死去，导致久远的内心彻底崩溃，大神解放者之血被激活。此时，哈克通过哈克奥罗假面的力量复活，重返众人身边，与众人一同通过战斗击败了大神解放者，救回了久远。但在一切结束后，哈克又再度消失，成为了类似于神的存在，默默守护久远等人。
動畫結局中，哈克再跟久遠見面，表示自己一直也在久遠身邊，但很快卻在久遠眼前消失。久遠決定要尋回哈克。
久遠（Kuon，聲：種田梨沙）
女主角，图斯库尔的皇女。前作《虚伪的假面》末尾被父亲（实际上是舅舅）胧接回了祖国图斯库尔，但仍然想办法为恩纳卡姆依暗中提供帮助。在一次访问恩那卡姆依时，无意中发现“奥修特尔”是哈克假扮这一事实后，再度从图斯库尔偷偷溜出，回到大和帮助奥修特尔（哈克）等人，后来逐渐意识到“奥修特尔”是哈克伪装的。《二人的白皇》篇末奥修特尔（哈克）因为过度使用假面力量而真的死去后，久远的内心彻底崩溃，大神解放者之血被激活，她本人也一度化身为大神解放者，但最后在众人的努力下大神解放者成功被封印，久远也回到了正常状态。最后久远继承了图斯库尔的皇位，与杏树缔结了图斯库尔与大和的和平条约。
動畫結局中，久遠再見到哈克，哈克表示自己一直也在久遠身邊，之後卻在久遠眼前消失。久遠決定要尋回哈克，不再讓哈克跑掉。
杏樹（Anju，聲：赤崎千夏）
貓音（Nekone，聲：水瀨祈）　另譯：喵音、妮可涅、聶可涅
来自恩纳卡姆依的少女，喜好研究学习古代的知识，是奥修特尔的妹妹。本作中中配合哈克扮演奥修特尔。在本作篇末正式成为大和的哲学士。
露露缇耶（Rulutieh，聲：加隈亞衣）
九重里的小公主，父亲是“八柱将”之一的九重里之皇欧甄，在家中同辈中排第十五。骑着一只叫做“可可啵”大鸟。露露缇耶喜欢料理与缝纫、厨艺高明。
阿圖依（Atuy，聲：原由實）
鵟（Nosuri，聲：山本希望）
扇（Ougi，聲：櫻井孝宏）
烏露露、薩拉娜（Uruuru & Saraana，聲：佐倉綾音）
奇羽琉（Kiwru，聲：村瀨步）
亞庫托瓦爾特（Jachdwalt，聲：江口拓也）
詩諾農（Shinonon，聲：久野美咲）
宗近（Munechika，聲：早見沙織）
芙米露露（Fumirul，聲：儀武祐子）

## 评价
Fami通给予了《二人的白皇》34分的评分（10/8/8/8），使该作进入Fami通的黄金殿堂。Fami通的评论认为，该作的剧情既有严肃性，也有幽默元素，相比前作，在声优的演技、背景音乐，以及游戏体验方面相比前作都有提高。同时，在该期Fami通评论中，六名评论员中有1人将《二人的白皇》选为10个游戏中最值得买的一个。该评论员完整玩过传颂之物系列的前两作，给《二人的白皇》打了10分。
Metacritic则是给《二人的白皇》的PS4版本打了75/100分。Destructoid指出，该作的战斗模式和前作没有太大区别，PSV版也可以良好运行，但有混疊机能差和基本帧数低下的问题。
RPGamer给本作的PSV版打4.5/5分。RPGamer认为该作的剧情、战斗系统、游戏平衡，美术和音乐都很优秀，但角色的3D表现还有待提高。

## 音乐
收录游戏中音乐的《傳頌之物 二人的白皇》原声带（うたわれるもの 二人の白皇 Additional Soundtrack）已于2016年9月发售。
该作品的主題曲是《星灯》，由Suara演唱、衣笠道雄作曲、須谷尚子作词。这三人也参与了前作《傳頌之物》動畫主題歌「夢想歌」的製作。
片頭曲
作詞：須谷尚子，作曲、編曲：衣笠道雄，主唱：Suara
片尾曲
作詞：須谷尚子，作曲、編曲：衣笠道雄，主唱：Suara

## 網路電台
放送時間：2016年5月23日起毎週一
放送電台：音泉
主播：赤崎千夏（杏樹）、利根健太朗（奧修特爾）

## 電視動畫

### 製作人員
- 原作、音樂：AQUAPLUS
- 導演：川村賢一
- 系列構成：橫山伊月（横山いつき）
- 角色原案：甘露樹、睦美美里
- 角色設計、總作畫監督：中田正彥
- 道具設計：岩畑剛一、鈴木典孝、渡邊八惠子
- 文字設計：、燈夢
- 美術設定：天田俊貴
- 色彩設計：佐藤美由紀
- 美術監督：高峯義人
- 攝影監督：橫山翼
- 3DCG：三次元
- 編輯：後藤正浩
- 音響監督：山口貴之
- 動畫製作：WHITE FOX

### 主題曲
片頭曲
主唱：Suara
片尾曲《百日草》
主唱：Suara

### 播映平台
| 播映地區         | 播映平台 | 播映日期       | 播映時間              | 備註   |
| ---------------- | -------- | -------------- | --------------------- | ------ |
| 香港、澳門、台灣 | bilibili | 2022年7月3日－ | 星期日 00:30（UTC+8） | [ 18 ] |
| 中國大陸         | 嗶哩嗶哩 | 2022年9月4日－ | 星期日 00:30（UTC+8） | [ 19 ] |

### 集數列表
| 集數   | 中文標題       | 日文標題 | 編劇     | 分鏡       | 演出                  | 作畫監督                                                               | 首播日期 （2022年） |
| ------ | -------------- | -------- | -------- | ---------- | --------------------- | ---------------------------------------------------------------------- | ------------------- |
| 第1話  | 隨鐵扇一同     |          | 橫山伊月 | 川村賢一   | 關谷真實子            | 中田正彥、永吉隆志、岡垣優                                             | 7月3日              |
| 第2話  | 覺悟所在       |          | 橫山伊月 | 川村賢一   | 曽根利幸              | 大高雄太、中村進也、三島千枝                                           | 7月3日              |
| 第3話  | 將此道染紅     |          | 橫山伊月 | 加藤洋人   | 土屋浩幸              | 千葉啓太郎、岡垣優、大野勉、加藤洋人、露木愛里                         | 7月10日             |
| 第4話  | 一去不回的心意 |          | 橫山伊月 | 路比塚環竿 | 關谷真實子            | 中田正彦、本宮亮介、佐佐木舞、加藤明日美、藤岡三徳                     | 7月17日             |
| 第5話  | 對立之人       |          | 橫山伊月 | 西田正義   | 木村佳嗣              | 兵渡勝、大髙雄太、加藤明日美                                           | 7月24日             |
| 第6話  | 霸道皇女       |          | 橫山伊月 | 西田正義   | 土屋浩幸              | 張紹緯、岡垣優、永吉隆志                                               | 7月31日             |
| 第7話  | 上奏之時       |          | 橫山伊月 | 西田正義   | 關谷真實子            | 本宮亮介、佐佐木舞、千葉啓太郎、宋善永、三島千枝                       | 8月7日              |
| 第8話  | 回歸           |          | 橫山伊月 | 路比塚環竿 | 曽根利幸              | 大高雄太、兵渡勝、三島千枝、宋善永、新村香奈                           | 8月14日             |
| 第9話  | 笛之音         |          | 關根聰子 | Royden B   | 木村佳嗣              | 兵渡勝、岡垣優、大高雄太、内野昭雄、加藤明日美                         | 8月21日             |
| 第10話 | 策動之森       |          | 中健人   | 路比塚環竿 | 土屋浩幸              | 大高雄太、高橋はつみ、宋善永、三島千枝、新村香奈、河口千恵             | 8月28日             |
| 第11話 | 族長的象徵     |          | 村松裕基 | 岩畑剛一   | 関谷真実子            | 森川侑紀、ハンミンギ、河口千恵、近有希、高橋はつみ                     | 9月4日              |
| 第12話 | 執謎之火       |          | 関根聡子 | 博多正寿   | 曽根利幸              | 永吉隆志、河口千恵、大高雄太                                           | 9月11日             |
| 第13話 | 復興之誓       |          | 清水耕司 | 路比塚環竿 | 土屋浩幸              | 岡垣優、木宮亮介、三島千枝、豆塚あす香、大高雄太、石井ゆみこ、森川侑紀 | 9月18日             |
| 第14話 | 決戰前夜       |          | 村松裕基 | 岩畑剛一   | 関谷真実子            | 河口千恵、兵渡勝、加藤明日美、江藤大気、高橋はつみ                     | 9月25日             |
| 第15話 | 死中求活       |          | 関根聡子 | 渡部高志   | 渡部高志              | 中田正彦、永吉隆志、大高雄太、中村進也、岡垣優、二林翔太、三島千枝     | 10月2日             |
| 第16話 | 豪雄對決       |          | 橫山伊月 | 加藤洋人   | 土屋浩幸              | 宋善永、加藤洋人、木宮亮介、河口千恵、加藤明日美                       | 10月9日             |
| 第17話 | 決心的代價     |          | 橫山伊月 | 路比塚環竿 | 神崎ユウジ            | 佐々木舞、近有希、河口千恵、大高雄太、岡垣優                           | 10月16日            |
| 第18話 | 胸懷宏願       |          | 橫山伊月 | 相澤伽月   | 曽根利幸              | 永吉隆志、兵渡勝、大高雄太、江藤大気                                   | 10月23日            |
| 第19話 | 剩下的使命     |          | 橫山伊月 | 博多正寿   | 小柴純弥              | 岡垣優、加藤明日美、木宮亮介、三島千枝                                 | 10月30日            |
| 第20話 | 前往圖斯庫爾   |          | 関根聡子 | 岩畑剛一   | 堀内直樹              | 大高雄太、豆塚あす香、中村進也、宋善永                                 | 11月6日             |
| 第21話 | 繼承人類者     |          | 橫山伊月 | Royden B   | 関谷真実子            | 中田正彦河、口千恵、高橋はつみ、新村香奈、三島千枝、森川侑紀           | 11月13日            |
| 第22話 | 通往智慧之門   |          | 中健人   | 加藤洋人   | 土屋浩幸              | 加藤洋人、大高雄太、森川侑紀、五月麻帆、范言新                         | 11月20日            |
| 第23話 | 在甦醒之地     |          | 橫山伊月 | 渡部高志   | 渡部高志              | 木宮亮介、兵渡勝、岡垣優加、藤明日美、江藤大気                         | 11月27日            |
| 第24話 | 來自深淵的聲音 |          | 関根聡子 | 相澤伽月   | 神崎ユウジ            | 永吉隆志、江藤大気、大高雄太                                           | 12月4日             |
| 第25話 | 扭曲的大神     |          | 関根聡子 | 加藤洋人   | 土屋浩幸              | 清水博幸、大高雄太、加藤洋人、馮含露                                   | 12月11日            |
| 第26話 | 許願的後果     |          | 清水耕司 | 岩畑剛一   | 三好なお              | 豆塚あす香、岡垣優、小川みずえ、五月麻帆、三島千枝、江藤大気           | 12月18日            |
| 第27話 | 神話的開始     |          | 橫山伊月 | 相澤伽月   | 荻窪太朗              | 佐々木舞、稲吉智重、木宮亮介、岡垣優、河口千恵、加藤明日、美渡邉八重子 | 12月25日            |
| 第28話 | 二人的白皇     |          | 橫山伊月 | 路比塚環竿 | 路比塚環竿、 土屋浩幸 | 永吉隆志、河口千恵、佐々木舞、兵渡勝、江藤大気                         | 12月25日            |

### 藍光與DVD
| 卷數 | 發賣日期               | 收錄話數      | 規格編號      |
| ---- | ---------------------- | ------------- | ------------- |
| 上卷 | 預計2022年12月21日發賣 | 第01話~第14話 | KIXA-90936〜9 |
| 下卷 | 預計2023年04月26日發賣 | 第15話~第28話 | KIXA-90544〜7 |

## 外部連結
- http://aquaplus.jp/uta/ （页面存档备份，存于） （日語）
  - http://aquaplus.jp/uta/oro/ （页面存档备份，存于） （日語）
- 的X（前Twitter） （日語）
- 的X（前Twitter） （日語）
- （日語）http://aquaplus.jp/20event/ （页面存档备份，存于） （日語）